# Али Эмири-эфенди
Али Эмири-эфенди (осман. على اميرى افندى‎; 1857, Диярбакыр, Османская империя — 23 января 1924, Стамбул) — османский библиотекарь, библиофил и исследователь османских рукописей.

## Биография
Родился в 1857 году в Диярбакыре. Его род, по легенде, вёл происхождение от дочери пророка Мухаммеда Фатимы. Среди предков Али Эмири-эфенди был известный в Диярбакыре поэт Сеид Мехмед Эмири.
После получения начального образования поступил в медресе Сулукийе. Помимо этого, он изучал арабский и фарси, а также его обучали родственники Шабан Кафи и Фейзуллах Фейзи. Завершив получение образования в Диярбакыре, для продолжения обучения переехал в Мардин. Там учился на чиновника.
В 1876 году получил известность благодаря поэме, написанной к восхождению на престол султана Мурада V. С 1878 года работал под руководством Абеддин-паши, совместно с которым посетил ряд османских вилайетов. Позднее получил должность чиновника, занимавшегося финансовым аудитом. После младотурецкой революции в 1908 году, опасаясь преследований, ушёл в отставку.
Умер 23 января 1924 года в Стамбуле.

## Вклад
Более всего известен как библиофил, библиотекарь и специалист по рукописям. Одна из его работ посвящена исследованию «Диван лугат ат-турк» — словаря тюркского языка, составленного Махмудом аль-Кашгари. Собрал огромную библиотеку, в 1916 году передал около 16 тысяч книг возрождаемой библиотеке Миллет.
Входил в состав нескольких комитетов, занимающихся сбором и сохранением памятников османской письменности. Разработал новый метод классификации для архивов.
Помимо этого, писал поэмы, но как поэт признания не получил. Автор ряда биографических работ.